# Doklény

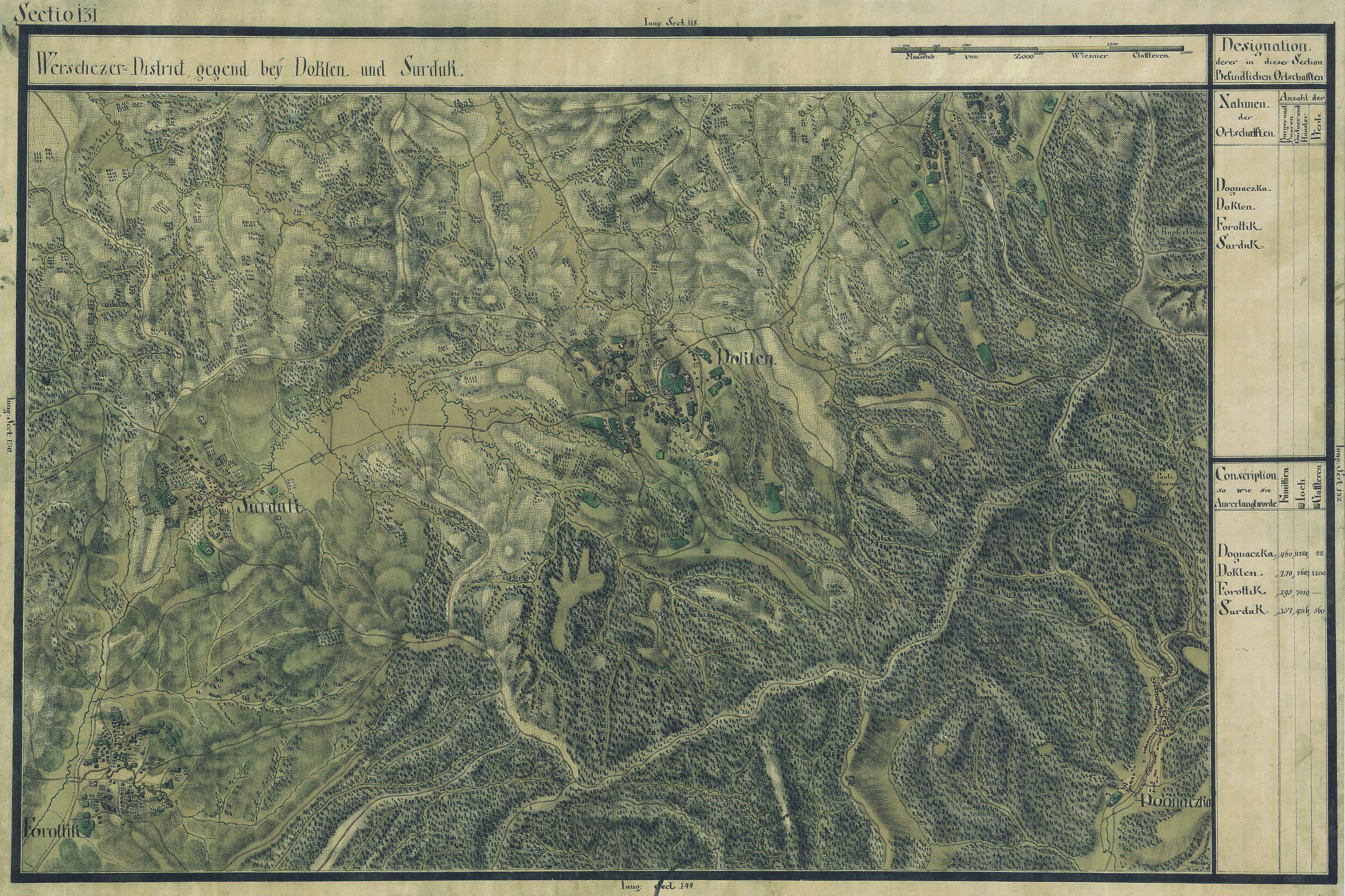
Doklény egy 1769-72-ből való térképen

Doklény (Doclin), település Romániában, a Bánságban, Krassó-Szörény megyében.

## Fekvése
Boksánbányától délnyugatra, a Füzes felső völgyében fekvő település.

## Története
Doklény nevét 1597-ben említette először oklevél Dolkyn, Doklyn néven. 1690-1700 között Doklen, 1808-ban Doklén, Doklin néven írták.
1851-ben Fényes Elek írta a településről: „Doklén, Krasso vármegyében, oláh falu, utolsó posta Dognácskához 1 1/2 órányira: 18 katholikus, 1223 óhitű lakossal, s anyatemplommal. Földesura a kamara.”
1910-ben 1269 lakosából 1189 román, 29 német, 13 magyar volt. Ebből 1165 görögkeleti ortodox, 69 római katolikus, 28 görögkatolikus volt.
A trianoni békeszerződés előtt Krassó-Szörény vármegye Boksánbányai járásához tartozott.